# Jean Tourane
Jean Tourane, pseudonimo di Jean Briel (Angervilliers, 23 novembre 1919 – Le Val-Saint-Germain, 24 marzo 1986), è stato un regista francese.

## Biografia
L'attività principale di Jean Tourane fu innanzitutto quella di pittore e di fotografo di piccoli animali.
Tra il 1954 e il 1957 realizzò tre film (due cortometraggi e un lungometraggio) che avevano per protagonista un'anatra di nome Saturnin. Riprese questo personaggio a partire dal 1964 realizzando per la televisione francese di stato la serie  Les Aventures de Saturnin, "l'anatroccolo malizioso", in 78 episodi.
Fu anche sindaco del comune di Le Val-Saint-Germain nel dipartimento francese dell'Essonne.In questa veste, fu il primo sindaco a sostenere con la sua firma la candidatura di Coluche per l'elezione presidenziale del 1981.
È sepolto al cimitero comunale di Le Val-Saint-Germain.

## Filmografia

### Regista
- Saturnin, le poète (1954) (cortometraggio)
- Saturnin et le Lac aux fées (1955) (cortometraggio)
- Il paese di Paperino (Une fée... pas comme les autres) (1956) (lungometraggio)
- Le Petit Mouton de Peluche (1961) (cortometraggio)
- Saturnin et le Vaca-Vaca (1970) (lungometraggio)
- Les Taitanfriche (1986) (cortometraggio)

### Produttore
- Le Cerf-volant du bout du monde (1958), regia di Roger Pigaut (lungometraggio)
- L'educazione sentimentale (1962), regia di Alexandre Astruc (lungometraggio)